# Sparnopolius hyalipennis
Sparnopolius hyalipennis är en tvåvingeart som först beskrevs av Macquart 1846.  Sparnopolius hyalipennis ingår i släktet Sparnopolius och familjen svävflugor. Inga underarter finns listade i Catalogue of Life.